# 가산디지털2로
가산디지털2로(Gasan digital 2-ro)는 서울특별시 금천구 가산동에 위치한 도로이다. 가산동과 디지털로의 합성어로 가산디지털1로와 함께 가산동의 서울디지털국가산업단지 산업도로로 구성되어 있다. 2.01km(2,010m)의 길이를 가지며, 가산동 343-8을 기점으로 가산동 481-11을 종점으로 한다.
금천구의 산업의 심장인 가산동에는 구로디지털단지를 대표한 2개의 길이기도 하며, 경기도 광명시의 디지털로가 분화되면서 금천구에 배치되는 구조로 볼 수 있다. 

## 개요
가산디지털로2로는 롯데이노베이트(구관)과 롯데이노베이트 신관 인근의 가마산로부터 가산디지털로1로와 교차하며, 디지털로, 서부샛길, 서부간선도로와 인접 한다. 경기도 광명시 철산대교사거리에서 철산대교와 안양천로, 디지털로와 만난다.
도로의 형태가 건물을 끼고 기억자 형태의 도로 구조를 갖기도 한다. 빌딩숲 자체를 감싸는 형태는 가산디지털1로와 가산디지털2로의 특징으로 지역 전체의 통일성있는 건물부여와 집중화된 산업단지 구조 특징을 가지고 있다.
이른 새벽의 출근길, 오후 퇴근길 가산디지털단지1와 가산디지털단지역으로 이어지는 인파가 많아 유동인구가 상당히 많은 도로다.
가산동의 21세기를 향한 정보의 메카 의미를 부여한 명칭으로 가산디지털2로로 2010년 05월 20일 고시 및 효력이 발생 되었다. 가산동에서 정보통신업, 유통업, 물류업(한진남서울종합물류사업소), 대륭테크노빌딩 단지,현대테라타워, 등 IT기업들이 입주한 빌딩들이 많다. 실제로 서버 운영을 하는 IDC사업체들도 대다수 입주되어 있고, 기술, 테크, 의료 분야 관련 벤처 중소기업들이 입주 되어 있다.

## 인근 역사
- 가산디지털단지역 (1호선/7호선)

## 사진

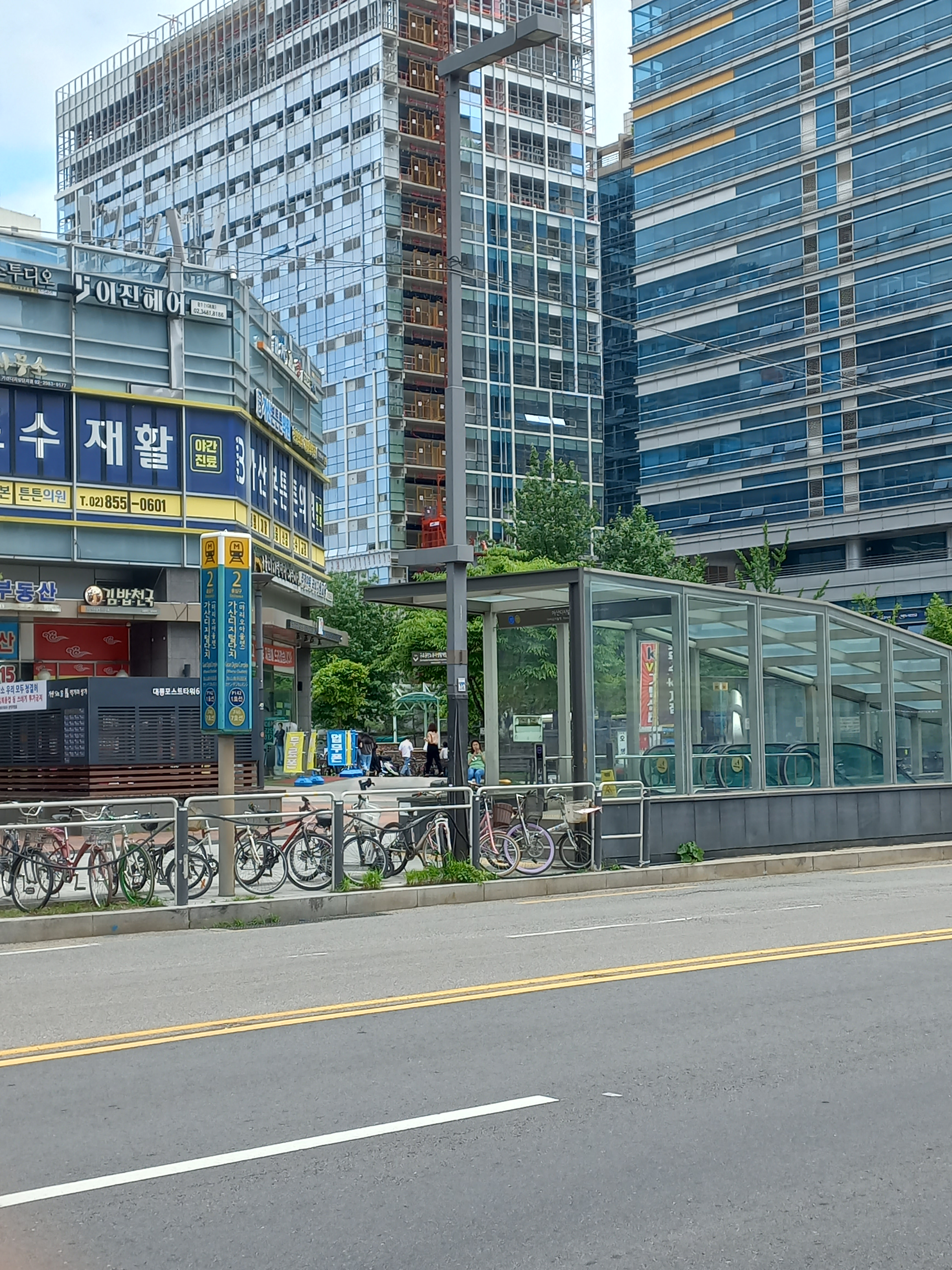
가산디지털단지역

## 주요건물
- 서울디지털드림타원
- 가산모비우스타워
- 백상스타타워
- 에이스K1타워
- 서울실버종합물류
- 벽산디지털밸리2차
- 롯데이노베이트 신관/구관
- 시그마테크오토메이션코리아
- 디지털산전협동조합
- 대륭테크노타운 8차
- 가산어반워크1차
- 승일벤처타워
- 현대테라타워가산DK
- 월드메르디앙
- 서울가산디지털우체국
- 대륭테크노타운 3차
- 롯데IT캐슬
- 한라원엔원타워
- 가산KM타워
- 알에스엠타워
- 한진남서울종합물류센터
- 에이스하이엔드7차
- 한라시그마밸리
- 에이스태세라타워
- 가산IT벨리
- 가산YPP
- 대륭테크노타운1차
- 대륭테크노타운12차
- 클럽바리스타